# Siversk
Siversk (ukrajinsky Сіверськ, rusky Северск – Seversk) je město v Doněcké oblasti na Ukrajině. K roku 2014 v něm žilo přes dvanáct tisíc obyvatel.

## Poloha a doprava
Siversk leží na Bachmutce, pravém přítoku Severního Doňce v povodí Donu. Od Bachmutu, správního střediska rajónu, je vzdálen přibližně šestatřicet kilometrů severně, od Doněcku, správního střediska oblasti, přibližně sto kilometrů stejným směrem.
Přes město prochází železniční trať z Charkova do Horlivky, od které se zde odpojuje trať do Rodakoveho.

## Dějiny
Od roku 1571 na místě budoucího města Siversku existovala strážnice, která měla pomáhat zajišťovat ochranu jižních ruských hranic před útoky Krymských Tatarů. Na přelomu 16. a 17. století se místo stalo zimovištěm záporožských kozáků. V roce 1851 zde vznikla malá vesnička Černogorovka. Naproti Černogorovce byla malá kozácká osada Staraja Melnica, která se roku 1768 stala součástí panství generála Radivona Depreradoviče a začalo se jí říkat Radinovka.
Významnější osídlení zde vzniklo po roce 1913, kdy byl nedaleko železniční stanice Jama uveden do provozu dolomitový důl. Název Jama pak neslo i samo osídlení, které se spojilo s Černogorovkou a Radinovkou. Na město bylo sídlo povýšeno v roce 1961 a jméno Siversk nese od 2. srpna 1973.
V červenci 2014 během války na východní Ukrajině se město stalo místem bojů mezi ukrajinskou armádou a proruskými separatisty, kteří byli z města vytlačeni.